# Andrea Gyarmati
Andrea Gyarmati [ˈɒndrɛɒ ˈɟɒrmɒti] (* 15. Mai 1954 in Budapest) ist eine ehemalige ungarische Schwimmerin.

## Leben und Karriere
Sie stammt aus einer schwimmbegeisterten Familie. Ihre Mutter Éva Székely war 1952 Olympiasiegerin über 100 m Brust geworden, und ihr Vater Dezső Gyarmati gewann mit der ungarischen Wasserballmannschaft drei Mal die Goldmedaille bei Olympischen Spielen.
Andrea Gyarmati war Ende der 1960er und Anfang der 1970er Jahre die beste europäische Schwimmerin in den Lagen Schmetterling und Rücken und wurde bei den Europameisterschaften 1970 Europameisterin über 100 m Schmetterling und über 200 m Rücken. Bei den Olympischen Spielen 1972 in München gewann sie über 100 m Schmetterling, als Favoritin angetreten, „nur“ Bronze und über 100 m Rücken die Silbermedaille.
Von 1968 bis 1972 wurde sie jeweils zu Ungarns Sportlerin des Jahres gewählt und 1995 in die Ruhmeshalle des internationalen Schwimmsports aufgenommen.
Andrea Gyarmati ist mit dem Kajak-Olympiasieger von 1968 Mihály Hesz verheiratet.